# Motorcycle and Allied Trades Association
De Motorcycle and Allied Trades Association (M&ATA) was een federatie in de Verenigde Staten die aanvankelijk de belangen van motorfietsfabrikanten behartigde, maar later ook die van motorrijders en de motorsport. Uit de M&ATA ontstond de huidige American Motorcycle Association. 
In de Verenigde Staten bestonden twee belangrijke federaties op motorfietsgebied: de Federation of American Motorcyclists (FAM), die sinds 1903 de belangen van motorrijders en -sporters behartigde, en de Motorcycle Manufacturers Association (MMA), die sinds 1908 opkwam voor de producenten van motorfietsen en accessoires en toeleveranciers van de Amerikaanse motorfietsindustrie.
Op 15 november 1916 werd naast de MMA een tweede organisatie voor producenten opgericht, de M&ATA. Toen in 1919 het ledental van de FAM door de gevolgen van de Eerste Wereldoorlog sterk was gedaald en deze ter ziele ging, was er geen organisatie voor de rijders (zowel toeristen als wedstrijdrijders) meer. Daarom nam de M&ATA de taken van de FAM over. Ze registreerde motorclubs en rijders en ondersteunde vooral toeristische activiteiten. In 1920 ondersteunde ze ook de "Gypsy Tours", waardoor het ledental sterk steeg. Er was al een "Competition Committee", onder leiding van W.H. Parsons, de uitgever van het blad "Motorcycle and Bicycle Illustrated". Dit regelde de wedstrijden. Daarnaast was er de "Riders Division" die voor de motorrijders opkwam. Parsons was meteen van plan tot een speciale organisatie voor de motorrijders te komen, en daarvoor was de Riders Division de eerste aanzet. In 1924 werd ze omgevormd tot de American Motorcycle Association. Later fuseerde de M&ATA met de fabrikanten van scooters en werd ze de "MS&ATA". In 1969 ging ze samen met de West Coast Motorcycle Safety Council en veranderde de naam in Motorcycle Industry Council (MIC).